# Catedral de Santa María de la Inmaculada Concepción (Peoria)
La Catedral de Santa María de la Inmaculada Concepción  (en inglés: Cathedral of Saint Mary of the Immaculate Conception) (Comúnmente conocida como la Catedral de Santa María) es una catedral de la Iglesia Católica con sede en Peoria, Illinois, Estados Unidos. Es la sede de la diócesis de Peoria, donde el reconocido televangelista Católica y candidato a la santidad, el Arzobispo Fulton Sheen, nació y se crio. La catedral está incluida en el Registro Nacional de Lugares Históricos como una propiedad que contribuye en el distrito histórico del lado norte.
El Padre Reho celebró la misa en la ciudad de Peoria ya en 1839 y el Rev. John A. de Drew fundó la Iglesia de Santa María en 1846, templo que se convertiría en la primera catedral de Santa María que fue construida en 1851. 
El arquitecto de Chicago Casper Mehler diseñó la catedral actual usando como modelo el estilo de la catedral de San Patricio en Nueva York. La primera piedra fue colocada el 28 de junio de 1885 por el Obispo John Lancaster Spalding. La construcción de la catedral fue terminada en 1889.

## Véase también

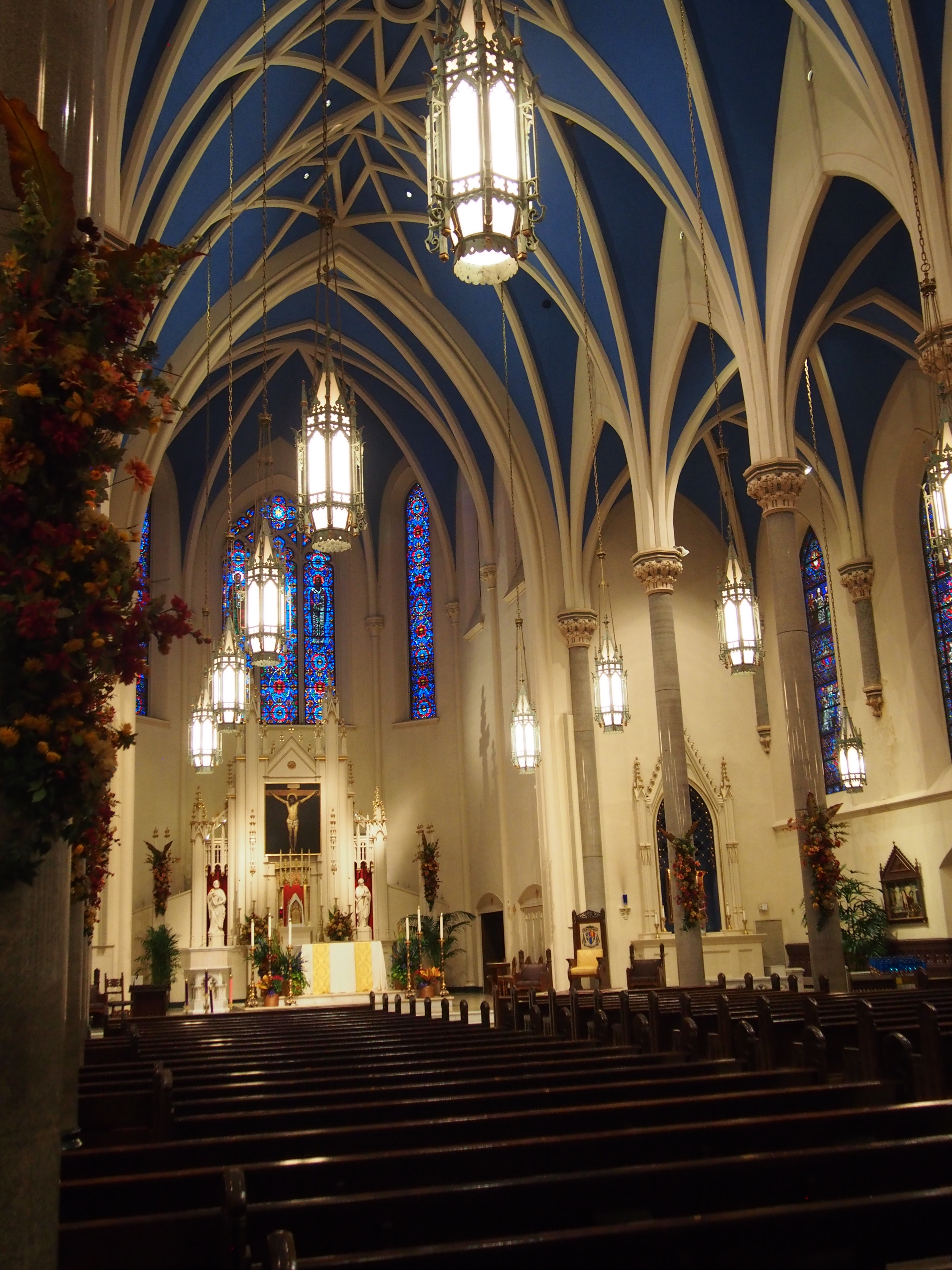
Vista interna